# 软音符
软音符（西班牙語：cedilla；尾形符，◌̧ ) 是加在某一子音字母下的一勾（¸），用做變音符號來改變其發音。此一尾形為縮小之草寫體z的下半部。其名稱「cedilla」源自古西班牙語對字母Z之指小词的稱呼。

## 編碼
在Unicode，軟音符擁有其編碼：
- U+0327 ◌̧ 組合軟音符
- U+00B8 ¸ CEDILLA ，HTML：&#184; &cedil;

Unicode也定義了諸多已與軟音符預先組合的字符，如：
- U+00C7 Ç 拉丁大字母 C 附加軟音符 ，HTML：&#199; &Ccedil;
- U+00E7 ç 拉丁小字母 C 附加軟音符 ，HTML：&#231; &ccedil;
- U+015E Ş 拉丁大字母 S 附加軟音符 ，HTML：&#350;
- U+015F ş 拉丁小字母 S 附加軟音符 ，HTML：&#351;

## 字母C加上软音符的用法

软音符源於西哥德Z

最常見加上软音符的字母為 ç(例如：façade)。此一字母被使用於古西班牙語的破擦音 [ts]及語幹中含有西哥德Z這個字母的字。「西哥德Z」這個字母是西哥德人在接受了拉丁字母之後所自創，用來表示[ts]這個音。在西班牙人趕走西哥德人後，為了洗擦西哥德人的文化痕跡，他們把原來的「西哥德Z」的式樣改寫：把"z"上方的彎加長至好像"c"字一樣，再把"z"和下方的彎一併縮小，變成了"c"字底下的小彎彎，這就成為了今日软音符的開端了。
ç也被用來書寫其他的語言。雖然西班牙語自18世紀的拼寫改革後便不再使用此字，但在其他語言裡，這個字母仍然繼續通行。在羅曼語族的法語、葡萄牙語、加泰羅尼亞語、奧克語、一些弗留利語方言及巴斯克語（20世紀前）裡，它表示軟音/s/，而c則表示硬音/k/，當其不在字母e或i前，或在單字的最後時。當代的葡萄牙語沒有將ç用於單字的第一個字母，但法語中存在一個（ça 那），而加泰羅尼亞語中則有兩個（ça 那、 ço 這）。
其他語言，如土耳其語、阿爾巴尼亞語、亞塞拜然語、韃靼語、土庫曼語、庫爾德語和一些弗留利語方言裡，它被用來表示破擦音[tʃ]。它有時也被用在阿拉伯語的羅馬化上。在土耳其語裡，Ç被認為是一單獨的字母，而非C的變化。一些在英文中加有ç的單字多是由法文來的外來語，如façade、soupçon和garçon，但一般這些字母不被印出软音符号（如facade、garcon等）。
在IPA裡，[ç]表示清硬顎擦音。

## 字母S加上软音符号的用法
另一软音符号的用法為 ş，其表示羅馬尼亞語、土耳其語、亞塞拜然語、韃靼語、土庫曼語及庫爾德語中/ʃ/的發音。它亦被使用在一些阿拉伯語、波斯語、普什圖語的羅馬化上。
在土耳其語內，Ş 亦被認為是一單獨字母，而非 S 的變化。

## 拉脫維亞語內软音符号的用法
拉脫維亞語裡，软音符号被用於字母ģ、ķ、ļ、ņ和歷史上的ŗ，用以表示顎音化。因為g有下降部，其软音符号轉了180度且放在字母的上頭。其大寫Ģ則是一正常的软音符号。

## 其它與软音符易混淆字母
羅馬尼亞語中的Ș/ș，它的国际音標為/ʃ/ (如show)
和表面上它類似土耳其語的s 软音符，但羅馬尼亞語字母實際上使用的是逗號 (Virgula)。官方使用字符是Ș/ș和Ț/ț， 但当时Unicode并未收录上述符号。这导致Ş/ş 和 Ţ/ţ 一度于羅馬尼亞語被廣泛使用，但其实这是个错误。
波蘭語字母"ą"和"ę"雖然形狀像软音符，但它是另一种符號，稱為反尾形符(ogonek)。反软音符表面類似一個被扭轉的软音符(以右邊開放取代左邊開放)，但其形狀是相當不同的。

## 註記
1. ↑   Седиль // Энциклопедический словарь Брокгауза и Ефрона : в 86 т. (82 т. и 4 доп.). — СПб., 1890—1907. （俄文）
2. ↑  The French Academy online dictionary （页面存档备份，存于） also gives çà and çûdra.

## 參閲
- Çç、Ḑḑ、Ȩȩ、Ģģ、Ḩḩ、Ķķ、Ļļ、Ņņ、Ŗŗ、Şş、Ţţ
- 反尾形符 (Ogonek)
- 尾巴符（法语：Queue (diacritique)）
- 冰爪符（法语：Crampon (diacritique)）

## 外部連結
- Diacritics Project — All you need to design a font with correct accents （页面存档备份，存于）
- Keyboard Help （页面存档备份，存于） - Learn how to create world language accent marks and other diacriticals on a computer